# Kovács Miklós (politikus)
Kovács Miklós (Szürte/Ungvár, 1967. április 8. –) kárpátaljai magyar politikus, közíró, publicista, közéleti személyiség. A Kárpátaljai Magyar Kulturális Szövetség egyik alapítója volt.

## Életpályája
1974–1982 között a Szürtei Középiskola diákja volt. 1982–1984 között az Ungvári 10. számú Középiskola tanulója volt. Az ungvári magyar iskolában érettségizett. 1985–1987 között sorkatonai szolgálatot teljesített Szentpéterváron és Milovicén. 1984–1991 között az Ungvári Állami Egyetemen történelmet tanult. 1990–1994 között az Eötvös Loránd Tudományegyetem Jogtudományi Kar politológia szakán tanult. 1990–1994 között, valamint 1994–1998 között az Ungvári Járási Tanács képviselője volt. 1996-tól a II. Rákóczi Ferenc Kárpátaljai Magyar Főiskola Társadalomtudományi Tanszék tanáraként szociológiából és politológiából előadásokat tart. 1996–2014 között a Kárpátaljai Magyar Kulturális Szövetség elnöke volt. 1998–2002 között az Ukrán Legfelsőbb Tanács képviselője; az Emberi Jogi, Vallási és Nemzetiségi Állandó Bizottság tagja és az Ukrán-Magyar Kisebbségi Vegyes Bizottság tagja volt. 1998–2010 között négy könyvet publikált. 1999–2014 között a Magyar Állandó Értekezlet (MÁÉRT) tagja volt. 2006-tól a Ungvári Megyei Tanács képviselője. 2006–2014 között az Ukrán-Magyar Kisebbségi Vegyes Bizottság tagja és a Kárpát-medencei Magyar Képviselők Fórumának (KMKF) tagja volt.

## Családja
Szülei Kovács Miklós (1931-1996) és Kovács Margit (1934-) voltak. Felesége, Molnár Eleonóra. Két fiuk született: Kristóf (2009) és Zalán (2012).

## Művei
- Üzenet a kalapács alól (Kárpátaljai Magyar Kulturális Szövetség, Ungvár, 1998)[3]
- Üzenet a kalapács alól II. (Kárpátaljai Magyar Kulturális Szövetség, 2008)
- Ukrajnai választások és magyar érdekvédelem 1989-2008 között (Kárpátaljai Magyar Kulturális Szövetség, Ungvár, 2008)
- A politikai döntséhozatal interperszonális determinánsai (Kárpátaljai Magyar Kulturális Szövetség, Ungvár, 2010)

## Díjai
- Julianus-díj (2004)